# ヴィクトル・ヴァシン
ヴィクトル・ヴァシン（ロシア語: Виктор Владимирович Васин, 1988年10月6日 - ）は、ロシアの元サッカー選手。元ロシア代表。現役時代のポジションはディフェンダー。

## 経歴

### 初期の経歴
1988年、レニングラード(現サンクトペテルブルク)で生まれた。スメナ・サッカースクール在籍時には守備的MFでプレーをしていたが、途中でCBに変更をした。2006年、PFCスパルタク・ナリチクと契約しそこでプロとしてのキャリアをスタートさせた。ナリチクでは主にBチームでプレーをし、経験を積ませるため、2009年にファーストディビジョン(2部)のFCニジニ・ノヴゴロドへレンタルされた。レンタル先のクラブでは31試合に出場し1得点を挙げた。2010年シーズンにスパルタク・ナリチクに戻ってくると、クラブ躍進の立役者のひとりとなった。

### PFC CSKAモスクワ
2011年1月16日、ロシア・プレミアリーグの強豪PFC CSKAモスクワへ4年半の契約で移籍をした。しかし翌月に膝を負傷し、全治6か月の離脱を余儀なくされた。

### FCカイラト
2022年2月22日、FCカイラトに移籍した。

### 代表
2010年8月、若手主体のオリンピックロシア代表に招集され、8月11日のラトビア代表との試合に出場をした。2010年11月、ベルギー代表との親善試合でA代表デビューを果たした。2017年3月28日のベルギーとの親善試合で代表初得点を記録。

## 個人成績
| クラブ               | 年度      | リーグ戦 | リーグ戦 | カップ戦 | カップ戦 | 欧州カップ | 欧州カップ | 期間通算 | 期間通算 |
| クラブ               | 年度      | 出場     | 得点     | 出場     | 得点     | 出場       | 得点       | 出場     | 得点     |
| -------------------- | --------- | -------- | -------- | -------- | -------- | ---------- | ---------- | -------- | -------- |
| スパルタク・ナリチク | 2007      | 1        | 0        | 0        | 0        | 0          | 0          | 1        | 0        |
| スパルタク・ナリチク | 2008      | 4        | 0        | 0        | 0        | 0          | 0          | 4        | 0        |
| FCニジニ・ノヴゴロド | 2009      | 31       | 1        | 2        | 1        | 0          | 0          | 33       | 2        |
| スパルタク・ナリチク | 2010      | 20       | 1        | 1        | 0        | 0          | 0          | 21       | 1        |
| PFC CSKAモスクワ     | 2011/2012 | 0        | 0        | 0        | 0        | 0          | 0          | 0        | 0        |
| 総通算               | 総通算    | 56       | 2        | 3        | 1        | 0          | 0          | 59       | 3        |

## タイトル
クラブ
PFC CSKAモスクワ
- ロシア・プレミアリーグ 2012-13, 2013-14
- ロシア・カップ 2012-13
- ロシア・スーパーカップ 2013, 2018